# Yeke (peuple)
Pour les articles homonymes, voir Yeke.
Les Yeke sont une population bantoue d'Afrique centrale, vivant principalement à présent dans le sud de la République démocratique du Congo, dans la province du Katanga autrefois connue sous le nom de Shaba – , entre Kolwezi et Kazanga, à proximité de la frontière avec la Zambie. Quelques communautés vivent également en Zambie et en Tanzanie. On les retrouve également dans le groupe ethnique Fon au Bénin, à Abomey dans le département du Zou au Bénin[réf. nécessaire].

## Ethnonymie
Selon les sources et le contexte, on rencontre quelques variantes : Bayeke, Yekes.